# Gare de Villefort
La gare de Villefort est une gare ferroviaire française de la ligne de Saint-Germain-des-Fossés à Nîmes-Courbessac (également appelée Ligne des Cévennes), située sur le territoire de la commune de Villefort, dans le département de la Lozère, en région Occitanie.
C'est une gare de la Société nationale des chemins de fer français (SNCF), desservie des trains TER Occitanie.

## Situation ferroviaire
Établie à 606 mètres d'altitude, la gare de Villefort est située au point kilométrique (PK) 626,791 de la ligne de Saint-Germain-des-Fossés à Nîmes-Courbessac entre les gares ouvertes de La Bastide - Saint-Laurent-les-Bains et de Génolhac.

## Historique
La gare de Villefort est mise en service par la Compagnie des chemins de fer de Paris à Lyon et à la Méditerranée (PLM) lorsqu'elle ouvre à tous trafic le 12 août 1867 la section de Villefort à Chamborigaud de sa ligne de Clermont-Ferrand à Nîmes. Elle constitue le terminus provisoire de la ligne venant de Nîmes jusqu'à la mise en service de la section Villefort - La Bastide Puylaurent le 16 mai 1870.
Elle figure dans la nomenclature 1911 des gares, stations et haltes, de la Compagnie des chemins de fer de Paris à Lyon et à la Méditerranée, c'est une gare dénommée Villefort. Elle porte le no 7 de la ligne de Moret-Les-Sablons à Nîmes (9e section). Elle disposait du service complet de la grande vitesse (GV) et du service complet de la petite vitesse (PV).

## Service des voyageurs

### Accueil
Gare SNCF, elle dispose d'un bâtiment voyageurs, avec guichet, ouvert tous les jours.

### Desserte
Villefort est desservie par des trains TER Occitanie ou TER Auvergne-Rhône-Alpes, qui effectuent des missions entre les gares de Clermont-Ferrand et de Nîmes ou de Montpellier-Saint-Roch ; de Mende et de Nîmes.

### Intermodalité
Un parking pour les véhicules est aménagé.